# Casuística
La casuística en ètica aplicada es refereix al raonament basat en casos. S'utilitza en qüestions ètiques i jurídiques, i sovint representa una crítica del raonament basat en principis o regles. La casuística és utilitzar la raó per resoldre problemes morals aplicant regles teòriques a instàncies específiques. Els seus crítics usen pejorativament els termes casuístic, casuïsme i casuista, referint-se a l'ús limitat de la intel·ligència sense suficient raó (sofisma), especialment amb relació a qüestions morals i en relació amb doctrines o opinions sostingudes per membres de la Companyia de Jesús (qualificades també com a probabilisme i laxisme); fins i tot a l'actitud que atribueixen a aquests (jesuitisme).